# Bishop's Stortford
Bishop's Stortford é uma cidade comercial histórica e paróquia civil do distrito de East Hertfordshire, no Condado de Hertfordshire, na Inglaterra.

## Geminação
- Friedberg (Alemanha) depois de 6 de junho de 1965.
- Villiers-sur-Marne (França) depois de 6 de junho de 1965.